# Front patriotique (république du Congo)
Pour les articles homonymes, voir Front patriotique.
Le Front patriotique (FP) est un parti politique de la république du Congo. 
Il est fondé en 27 décembre 2015 par Destinée Doukaga.

## Résultats électoraux

### Élections sénatoriales
| Année | Élus   |
| ----- | ------ |
| 2017  | 1 / 72 |